# Louis-Pierre Maingault

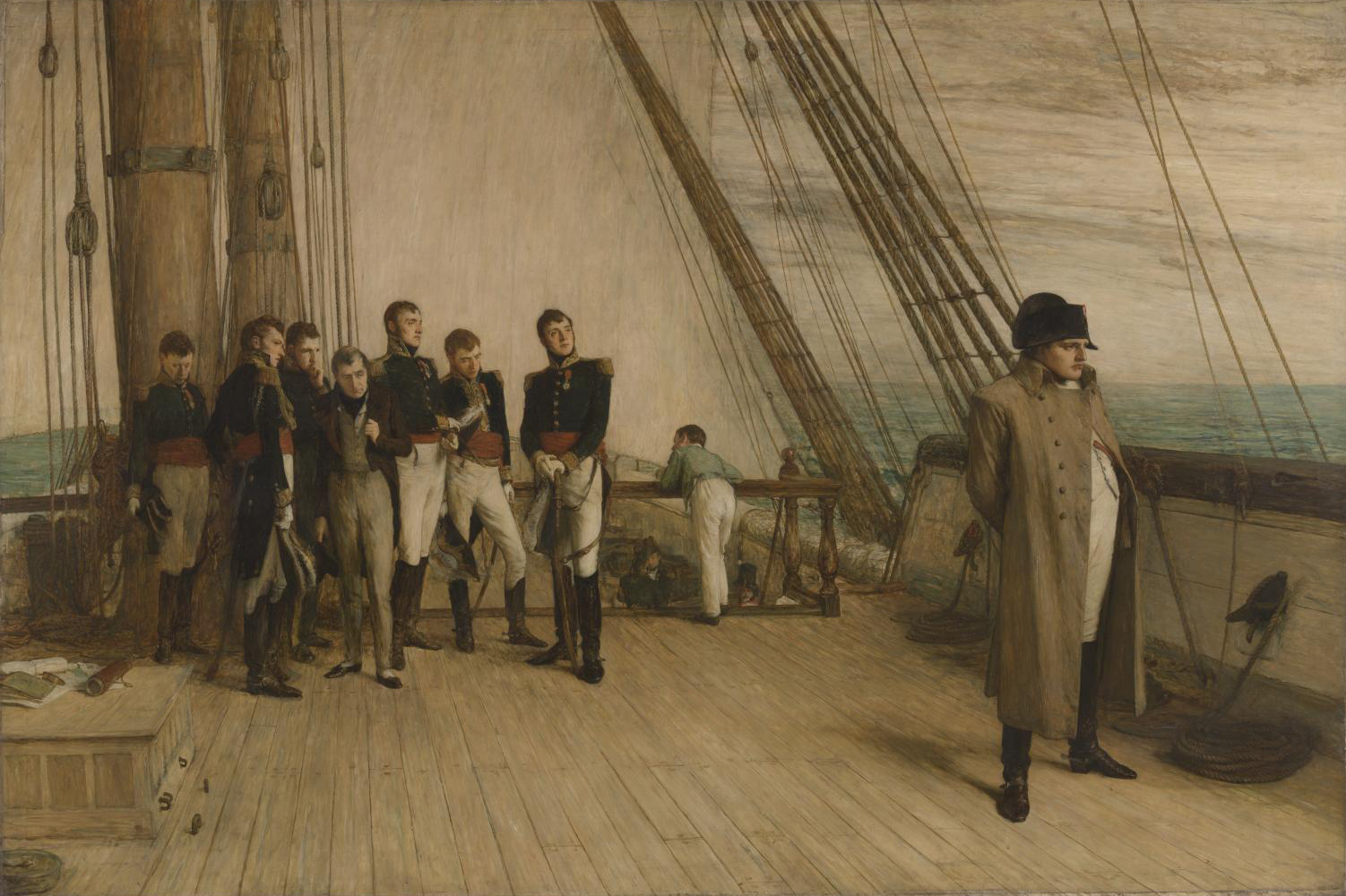
Napoleon on Board the Bellerophon (1880) par William Quiller Orchardson.
Orchardson dépeint le matin du 23 juillet alors que Napoléon regarde le rivage français s'éloigner sur le. Les personnes qui l'accompagnent sont, de gauche à droite : Nicolas-Louis Planat de la Faye, Charles-Tristan de Montholon, Louis-Pierre Maingault, Emmanuel de Las Cases, Anne Jean Marie René Savary, François Antoine Lallemand et Henri Gatien Bertrand. Dans le fond, le fils de Las Cases est également visible.

Louis-Pierre Maingault, né le 23 avril 1783 à Preuilly-sur-Claise et mort le 11 juin 1839 à Paris (10e arrondissement ancien), est un médecin français.

## Biographie
Élève de Jean-Nicolas Corvisart, il soutient sa thèse de doctorat de médecine à la Faculté de médecine de Paris le 22 février 1810.
Il fait partie de la suite de Napoléon Ier qui doit l'accompagner durant l'exil de l'ancien empereur. Néanmoins, en apprenant le départ pour Sainte-Hélène au lieu de l'Amérique, il demande à rentrer en France, ce qui lui est accordé. Il débarque à Plymouth.
En 1823, le docteur Maingault est domicilié 41 rue du Four à Paris et est membre du Cercle médical de la capitale.
Professeur particulier d'anatomie et de physiologie, ancien interne des hôpitaux civils de Paris, il est élu membre adjoint résident de l'Académie royale de médecine en 1823.

## Publications
- Propositions sur les différentes branches de l'art de guérir. (Cand. L. P. Maingault) [thèse de médecine], Paris, 1810.
- Mémoire sur le vomissement, contradictoire à celui de M. Magendie, Paris, 1813.
- Médecine opératoire. Traité des diverses amputations qui se pratiquent sur le corps humain, représentées par des figures dessinées d'après nature... ayant en regard l'explication abrégée du Manuel opératoire propre à chacune d'elles, précédé d'un rapport fait par l'Institut de France [signé : Percy], Paris, Didot, 1822.
- Nonne sunt plures methodi curandi fracturas plaga complicatis ? Quaenam praestantior ?, Paris, 1827.
- « Note sur deux nouveaux procédés d'amputation partielle du pied ou modifications des méthodes de Chopart et de M. Lisfranc, communiquée à l'Académie, section de chirurgie, dans la séance du 23 septembre 1829, par M. Maingault », Bulletin universel des sciences, octobre 1829.
- « Des Causes et de la fréquence des fièvres intermittentes dans le département d'Indre-et-Loire, par M. Maingault », Bulletin de l'Académie royale de médecine, tome III, 1838.